# Bill Bruford
William Scott Bruford (n. 17 mai, 1949 în Sevenoaks, Kent) mai cunoscut ca Bill Bruford este un baterist englez recunoscut pentru stilul precis și poliritmic. A fost bateristul original al trupei de rock progresiv Yes, fiind o figură importantă a rockului progresiv. Din 1972 până în 1997 Bruford a fost bateristul formației de rock progresiv King Crimson. Bruford a trecut de la rock progresiv pentru a se concentra pe jazz, fiind liderul propriului său grup Earthworks pentru o perioadă de timp. A renunțat să mai facă muzică în 2009 dar continuă să-și conducă cele două case de discuri și să vorbească despre muzică. Autobiografia sa "Bill Bruford The Autobiography" a fost lansată la începutul lui 2009.
A început să cânte la tobe la vârsta de treisprezece ani, fiind influențat de muzica jazz, lucru ce se observă pe primele albume Yes. A cunoscut succesul la începutul anilor '70 împreună cu Yes, cântând pe primele cinci discuri ale acestora dintre care amintim de The Yes Album, Fragile și Close to The Edge. A părăsit trupa în 1972 pe când aceasta avea mare succes revenind odată cu apariția albumului Union în 1991.